# Domingo José Manrique
Domingo José Manrique de Lara Peñate (Las Palmas de Gran Canaria, 24 de febrero de 1962) es un deportista español que compitió en vela en las clases Flying Dutchman y Soling.
Participó en cuatro Juegos Olímpicos de Verano, obteniendo una medalla de oro en Barcelona 1992 en la clase Flying Dutchman (junto con Luis Doreste Blanco), el 17.º lugar en Seúl 1988 (Soling), el octavo en Atlanta 1996 (Soling) y el 15.º en Sídney 2000 (Soling).
Ganó una medalla de bronce en el Campeonato Mundial de Flying Dutchman de 1991 y tres medallas de plata en el Campeonato Europeo de Flying Dutchman entre los años 1990 y 1992. También obtuvo dos medallas en el Campeonato Mundial de Soling, oro en 1995 y bronce en 1993.

## Trayectoria

### Vela ligera
Navegó entre 2001 y 2004 en la clase Tornado, consiguiendo el campeonato de España en 2002 y el subcampeonato en 2004 y participando en los mundiales de Boston 2002 y Palma de Mallorca 2004, así como en el europeo de Las Palmas 2003. Anteriormente había ganado cuatro campeonatos de España (tres en Flying Dutchman y otro en Soling). En Flying Dutchman fue campeón de Europa en tres ocasiones y en 1993 había ganado el campeonato del mundo de Soling.

### Clase crucero
Participó en las ediciones de 2000 y 2007 de la Copa América y en el Circuito Internacional de GP42 en los años 2007 y 2008. En Match Race ganó en Puerto Calero 2007, fue tercero en Vigo 2006 y cuarto en Puerto Calero 2006.

## Palmarés internacional
| Juegos Olímpicos   | Juegos Olímpicos          | Juegos Olímpicos  | Juegos Olímpicos |
| Año                | Lugar                     | Medalla           | Clase            |
| ------------------ | ------------------------- | ----------------- | ---------------- |
| 1992               | Barcelona ( España)       | Medalla de oro    | Flying Dutchman  |
| Campeonato Mundial |                           |                   |                  |
| Año                | Lugar                     | Medalla           | Clase            |
| 1991               | Tauranga ( Nueva Zelanda) | Medalla de bronce | Flying Dutchman  |
| Campeonato Europeo |                           |                   |                  |
| Año                | Lugar                     | Medalla           | Clase            |
| 1990               | Laredo ( España)          | Medalla de plata  | Flying Dutchman  |
| 1991               | Abersoch ( Reino Unido)   | Medalla de plata  | Flying Dutchman  |
| 1992               | Tolón ( Francia)          | Medalla de plata  | Flying Dutchman  |

| Campeonato Mundial | Campeonato Mundial | Campeonato Mundial | Campeonato Mundial |
| Año                | Lugar              | Medalla            | Clase              |
| ------------------ | ------------------ | ------------------ | ------------------ |
| 1993               | Falero ( Grecia)   | Medalla de bronce  | Soling             |
| 1995               | Kingston ( Canadá) | Medalla de oro     | Soling             |

## Premios, reconocimientos y distinciones
- Medalla de Oro de la Real Orden del Mérito Deportivo, otorgada por el Consejo Superior de Deportes (1994)[5]